# Lachenalia haarlemensis
Lachenalia haarlemensis är en sparrisväxtart som beskrevs av Henry Georges Fourcade. Lachenalia haarlemensis ingår i släktet Lachenalia och familjen sparrisväxter. Inga underarter finns listade i Catalogue of Life.